# 雅典娜号月球着陆器
雅典娜号月球着陆器（英語：Athena）是直觉机器公司（Intuitive Machines）设计的第二個直觉机器Nova-C月球着陆器，任务代号IM-2。
2025年2月27日，雅典娜號發射；2025年3月6日，雅典娜號嘗試在月球南極莫顿环形山著陸，但落地後姿態傾倒，因而無法開展後續工作。2025年3月7日，任務提前結束。

## 外部連結
- （英文）直觉机器公司 （页面存档备份，存于）